# Leucauge hebridisiana
Leucauge hebridisiana là một loài nhện trong họ Tetragnathidae.
Loài này thuộc chi Leucauge. Leucauge hebridisiana được miêu tả năm 1938 bởi Berland.